# Kappa (companie)
Kappa este o companie italiană fondată la Torino, Italia în 1967, care comercializează diverse articole sportive și vestimentare.

## Sponsorizari

### Formula 1
In 20 februarie 2018,  Kappa a innceput un parteneriat cu echipa de F1 Alfa Romeo Sauber.

### Fotbal

#### Echipe Naționale
- Insulele Virgine Britanice
- Fiji
- Namibia
- Noua Caledonie
- Tunisia

#### Asociații și ligi
- Paulistão
- Serie B[3]
- Football Queensland[4]

#### Echipe de club

##### Africa
- SuperSport United
- Bidvest Wits F.C.
- Highlands Park F.C.
- US Monastir
- Pyramids FC

##### Asia
- Hokkaido Consadole Sapporo
- JEF United Chiba
- Kuantan FA
- Negeri Sembilan FA
- Sime Darby F.C.
- Becamex Bình Dương F.C.
- Hà Nội F.C.
- Long An F.C.

##### Europa
- Flamurtari Vlorë
- Teuta Durrës
- Neftçi
- Charleroi
- Sint-Truiden
- Waasland-Beveren
- Aston Villa
- Angers
- AS Monaco (din 2019-2020)
- Lorient
- Orléans
- Troyes
- Mainz 05
- Bnei Yehuda
- Ironi Kiryat Shmona
- Empoli
- Brescia
- Venezia
- Torino  (pana in sezonul 2018-2019).
- Padova
- Fiorentina
- Genoa
- Makedonija Gjorče Petrov
- Shkupi
- Crusaders
- Real Betis
- Deportivo La Coruña
- Córdoba
- Cultural Leonesa
- Extremadura
- Göteborg
- Bangor City

##### America de Nord
- Deportivo Saprissa
- Atlante
- Real Estelí

##### Oceania
- Adamstown Rosebud FC
- FC Bulleen Lions
- Green Gully SC
- South Melbourne FC
- Auckland City FC

##### America de Sud
- Aldosivi
- Belgrano
- Cipolletti
- Santamarina
- Racing Club
- Vélez Sarsfield
- Unión Española

### Basketball

#### Echipe Naționale
- Argentina [5]
- Format:Country data GB Great Britain
- Singapore [6]

#### Echipe de club
- Boulazac Basket Dordogne
- Hermine de Nantes Atlantique
- Le Mans Sarthe Basket
- Basket Lattes Montpellier Agglomération
- Auxilium Pallacanestro Torino
- Anwil Włocławek
- KK Metalac Valjevo
- Jeonju KCC Egis

### Baseball

#### Echipe de club
- Lotte Giants

### Boxing
- Moruti Mthalane

### Scrimă

#### Echipe Naționale
- Federația Italiană de Scrimă

### Golf

#### Echipe Naționale
- Federația Italiană de Golf

#### Hockey pe gheață
- HC Kometa Brno
- HC Energie Karlovy Vary
- HC Vítkovice Steel
- HC Stadion Litoměřice
- HC Slovan Ústečtí Lvi
- Hockey Milano Rossoblu

### Hockey pe iarbă

#### Echipe Naționale
- Malaysia

### Canotaj

#### Echipe Naționale
- Federația Italiană de Canotaj

### Rugby League

#### Echipe de club
- London Broncos
- Oldham
- Toronto Wolfpack
- Bradford Bulls

### Rugby Union

#### Echipe de club
- Brive
- Montpellier Hérault Rugby
- Aviron Bayonnais
- Benetton
- Rugby Rovigo Delta
- Valladolid RAC
- Barcelona Universitari Club
- Pontypridd RFC

### Volleyball

#### Echipe de club
- Tampereen Isku-Volley

### Skiing

#### Echipe Naționale
- Federația Italiană de Ski

 British Basketball League